# Age of Pirates: Caribbean Tales
Age of Pirates: Caribbean Tales, conocido en Rusia como Corsairs III (Корсары III), es un videojuego desarrollado por Akella. Debido a problemas legales, no lleva el nombre de los juegos piratas anteriores de los desarrolladores Sea Dogs o Piratas del Caribe. A diferencia de 'Piratas del Caribe', 'La era de los piratas' se desarrolló con la intención de servir como una verdadera secuela de 'Sea Dogs' a pesar del cambio de nombre, y narra la historia de los hijos del protagonista. personaje del original. La secuela del juego fue lanzada el 26 de mayo de 2009 titulada Age of Pirates 2: City of Abandoned Ships.
En 2017, el juego se lanzó digitalmente en GOG y Steam como Sea Dogs: Caribbean Tales.

## Personajes principales
El jugador puede elegir si jugar como Blaze Shark o como su hermanastra Beatrice Shark.

## Jugabilidad
Age of Pirates Caribbean Tales se desarrolla de varias maneras diferentes. Hay varios elementos de juego diferentes tanto en tierra como en el mar:
1) Navegación por el mapa: se acelera el tiempo para compensar el recorrido por el mapa; Mientras los jugadores navegan por varias de las islas del Caribe, pueden optar por ingresar a puertos, atacar barcos o navegar a través de tormentas.
2) Navegación en tiempo real: en el mar es donde se desarrollan las batallas navales, así como la navegación en tiempo real; también la navegación a través de las tormentas se lleva a cabo en tiempo real.
3) A pie: hay muchas cosas diferentes que los jugadores pueden hacer a pie; algunos de estos luchan en acciones de abordaje, luchan contra un capitán uno a uno y caminan por la ciudad reuniendo marineros y suministros.

## Recepción
David Soriano de IGN Spain criticó el doblaje en español del juego clasificándolo como uno de los diez peores doblajes de videojuegos para el idioma español y calificándolo como el peor doblaje para un videojuego, al menos en España. Comentó: "No sabemos qué tipo de sustancias había en el estudio [en el que se dobló el juego]".